# Shyama
Shyama, née Khurshid Akhtar le 7 juin 1935 et morte le 14 novembre 2017, est une actrice de cinéma indien active entre 1945 et 1989. Elle est surtout connue pour ses rôles dans Aar Paar et Barsaat Ki Raat (en). Elle a joué dans environ 175 films et obtenu le Filmfare Award de la meilleure actrice dans un second rôle, en 1958. 

## Biographie
Shyama arrive à Mumbai en provenance de Lahore dans les années 1940. Jeune fille, elle joue dans quelques films comme Zeenat (1945) et Meerabai (1947), du mari de Noor Jehan, Shauqat Rizvi. Elle travaille avec Shammi Kapoor dans le classique romantique Mirza Sahiban (1957).
Le réalisateur Vijay Bhatt (en) lui donne son nom de scène Shyama, sous lequel elle est créditée dans ses films. Elle joue les rôles principaux dans le classique de Guru Dutt, Aar Paar (1954) et plus tard dans Barsaat Ki Raat (en) (1960), qui est peut-être sa meilleure performance. Elle est une star majeure dans les années 1950 et 1960 et joue dans environ 175 films, dont beaucoup dans des rôles principaux. Entre 1952 et 1960, elle est apparue dans pas moins de 80 films, la plupart dans des rôles principaux. En 1963, elle a eu jusqu'à 18 sorties de films et en 1964, 17 sorties. 
Ses rôles les plus connus sont dans Aar Paar (1954), Barsaat Ki Raat (en) (1960) et Tarana (en) (1951). Elle a également été remarquée pour sa polyvalence grâce à ses performances dans Milan, Bhai-Bhai (1956), Mirza Sahiban (1957), Bhabhi (1957) et Sharada (en) (1957). Pour sa performance dans Sharada, elle a reçu le Filmfare Award de la meilleure actrice dans un second rôle.